# Bergpark en Schloss Wilhelmshöhe
Het Bergpark en Schloss Wilhelmshöhe zijn een park in Engelse landschapsstijl en een erin gelegen neoclassicistisch paleis in de Duitse stad Kassel.
De aanleg van het park begon in 1696 en duurde ongeveer 150 jaar. Het park is sinds 2013 opgenomen op de Werelderfgoedlijst van UNESCO.

## 18e eeuw
Het Bergpark ontstond als barokke tuin onder het bewind van landgraaf Karel van Hessen-Kassel. In 1701 begon de Italiaanse architect Giovanni Francesco Guerniero met de bouw van het Herculesmonument en de grote cascaden. In 1785 werd het park onder Willem I van Hessen-Kassel fors uitgebreid.
In 1786 werd door architect Simon Louis du Ryhet het neoclassicistische Schloss Wilhelmshöhe gebouwd. Tegelijkertijd werd, beïnvloed door de veranderende landschapsidealen tijdens de Verlichting, de stijl van het park omgevormd van barok tot Engelse landschapstuin. Heinrich Christoph Jussow ontwierp voor het park een aantal bouwwerken die nog steeds aanwezig zijn, zoals de kunstmatige ruïne de Löwenburg (leeuwenburcht) en een Romeins aquaduct. Jussow breidde ook de waterwerken uit met een fonteinvijver en de Teufelsbrücke (duivelsbrug) met de Höllenteich (hellevijver). in 1793 voegde Karl Steinhöfer hier nog een naar hem genoemde waterval aan toe.

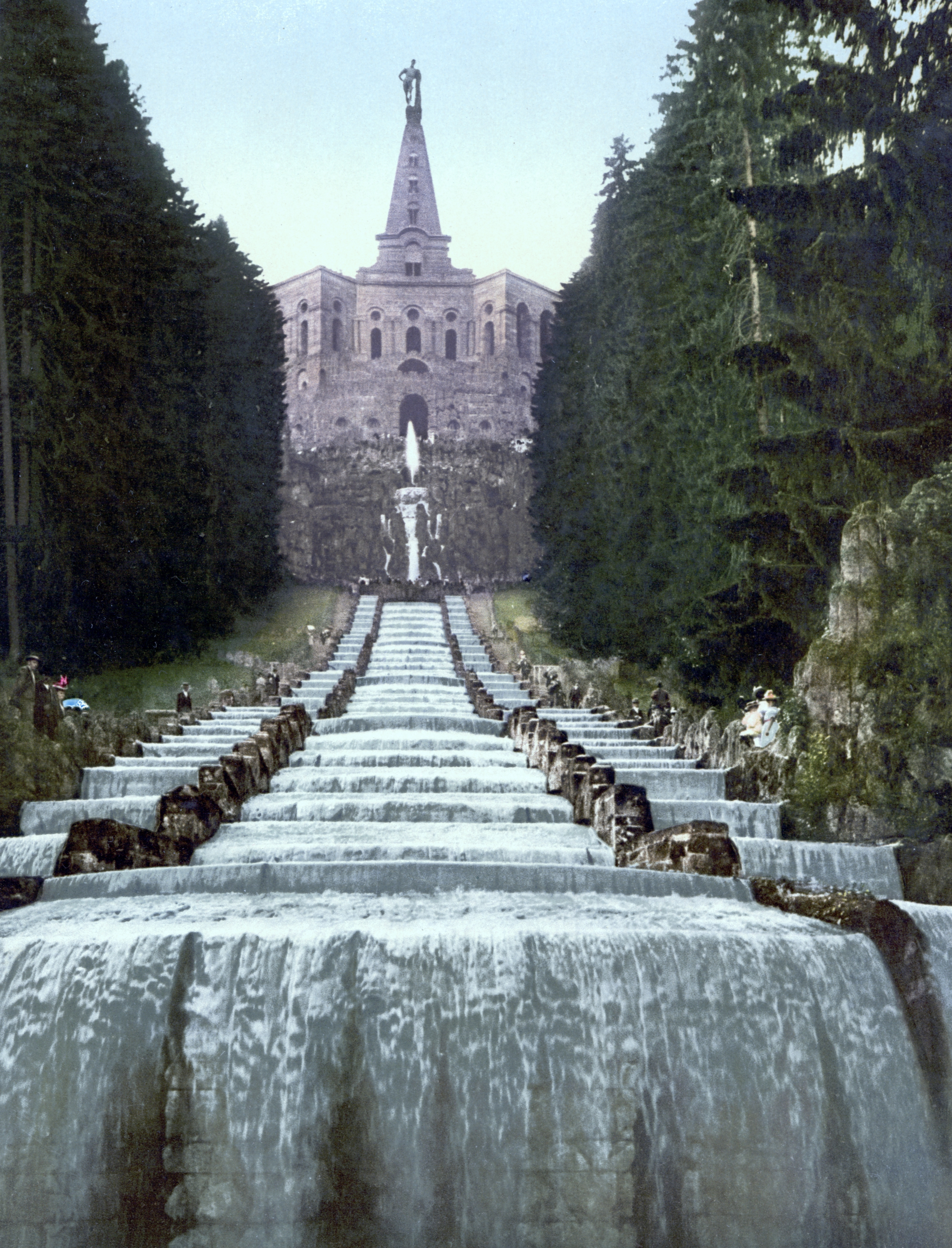
Herculesmonument met de grote cascaden
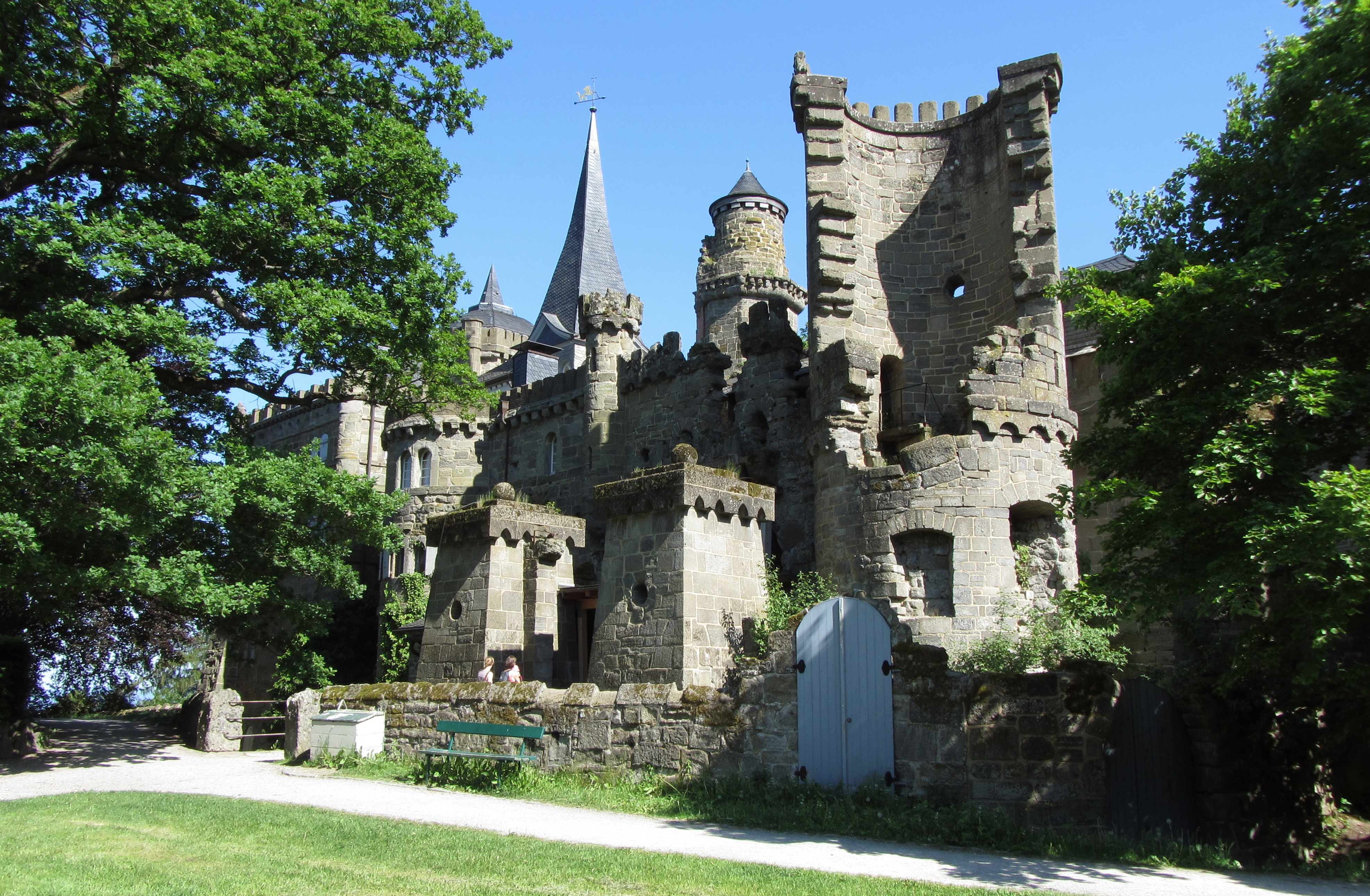
Löwenburg
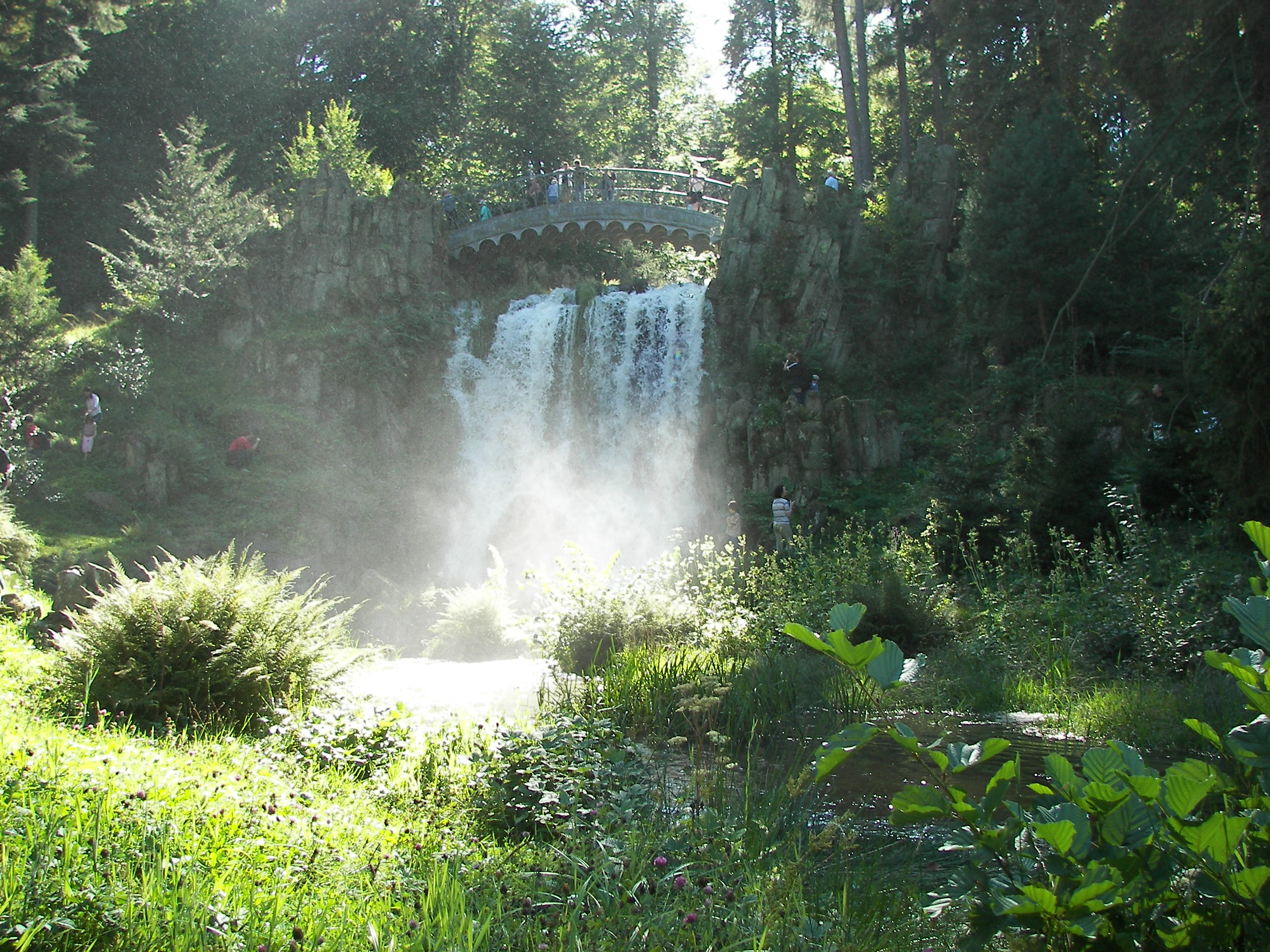
Teufelsbrücke
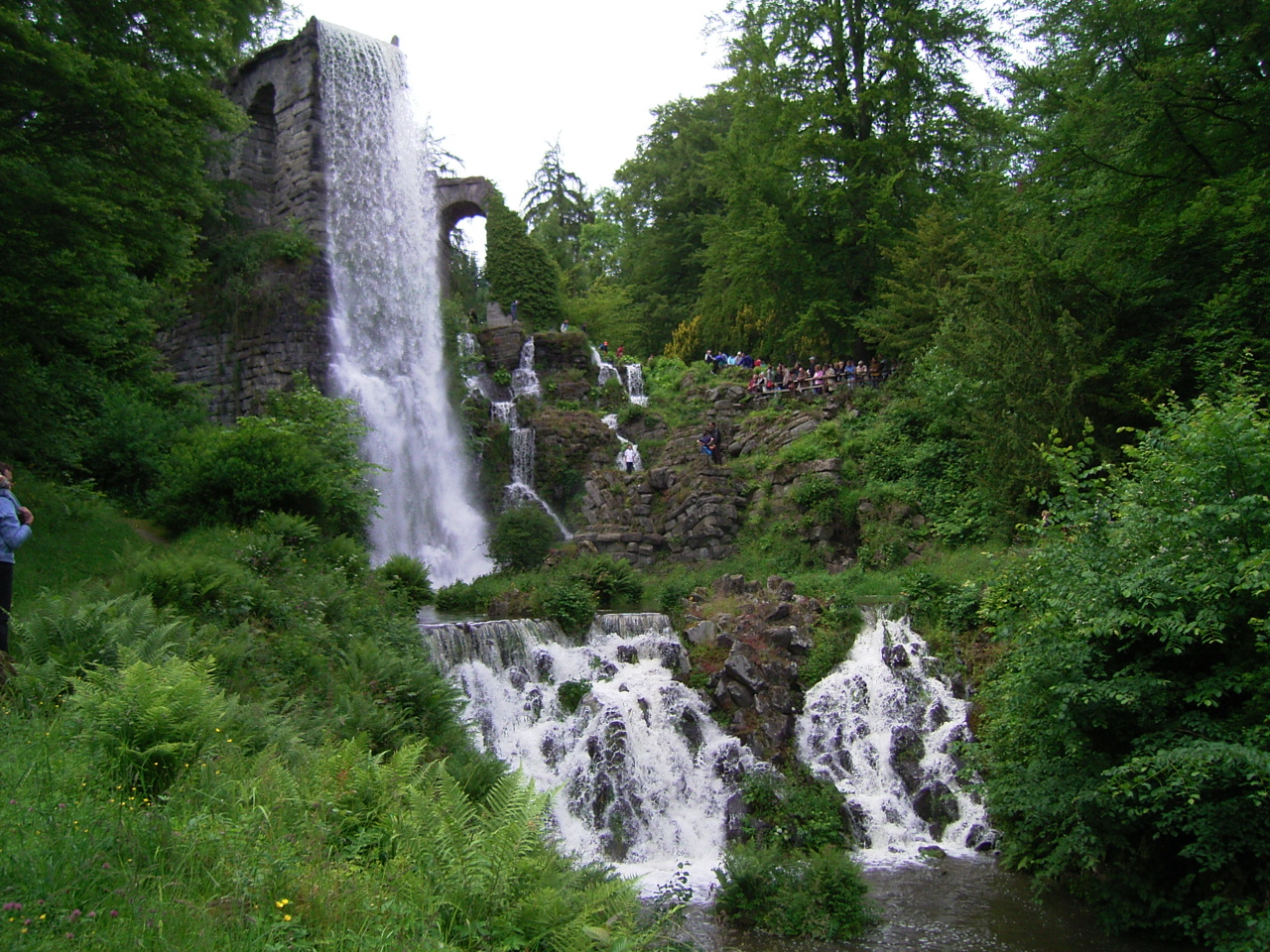
Romeinse aquaduct
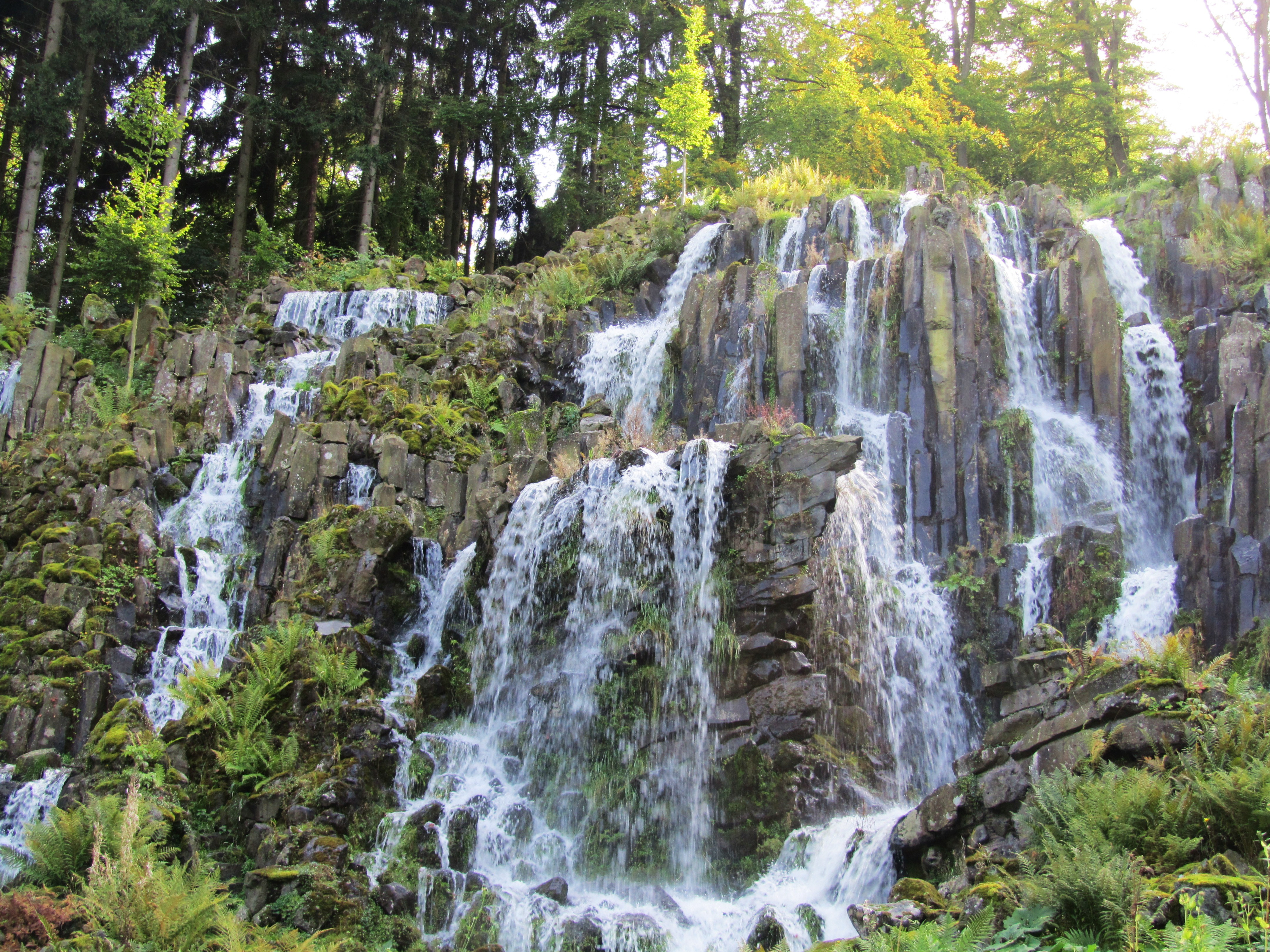
Steinhöfer waterval
- Opname van de waterwerken, 2016

## 19e eeuw
In 1807 werd Kassel de hoofdstad van het Koninkrijk Westfalen, een vazalstaat van het Franse Keizerrijk. Napoleon stelde zijn broer Jérôme Bonaparte aan als koning. Jérôme resideerde tot 1813 in het Schloss Wilhelmshöhe, maar liet het omdopen tot "Napoleonshöhe". In 1826 gaf Keurvorst Willem II opdracht tot de laatste grote aanpassing van het park: de aanleg van de Grote Waterval.
In de Duitse Oorlog koos Hessen de zijde van de Duitse Bond. Na de Pruisische overwinning werd het landgraafschap Hessen-Kassel in 1866 door Pruisen geannexeerd en met het hertogdom Nassau en de vrije stad Frankfurt samengevoegd tot de nieuwe provincie Hessen-Nassau, met Kassel als hoofdstad. Hiermee kwam echter wel een einde aan de functie van Kassel als residentie van de dynastie van landgraven en keurvorsten die het park hadden gesticht en uitgebreid. In 1870 werd Napoleon III na de Slag bij Sedan gevangengezet in het Schloss Wilhelmshöhe. Vanaf 1899 koos de Duitse keizer Wilhelm II het slot als zijn zomerresidentie. Hierdoor werden het slot en het park gedurende twee decennia een centrum van de Europese politiek.

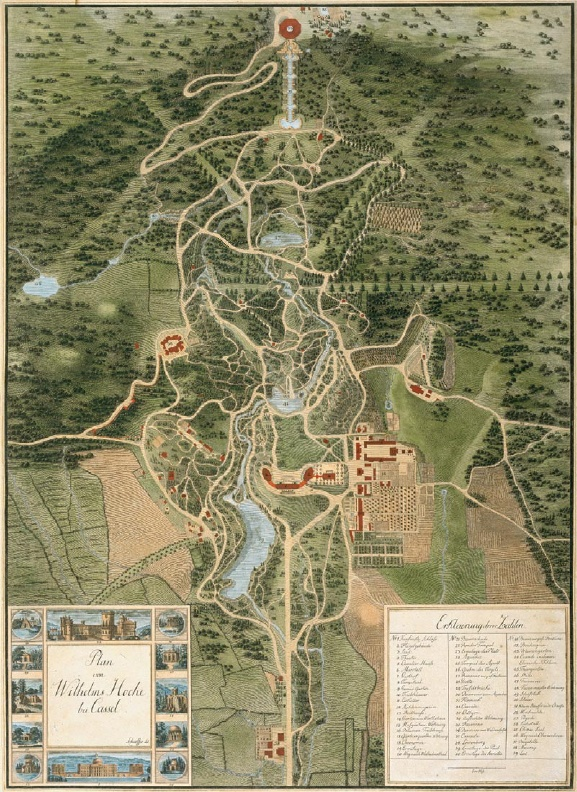
Kaart van het Bergpark (ca. 1810). In de tuinaanleg zijn de vrijmetselaarssymbolen passer en winkelhaak te zien.
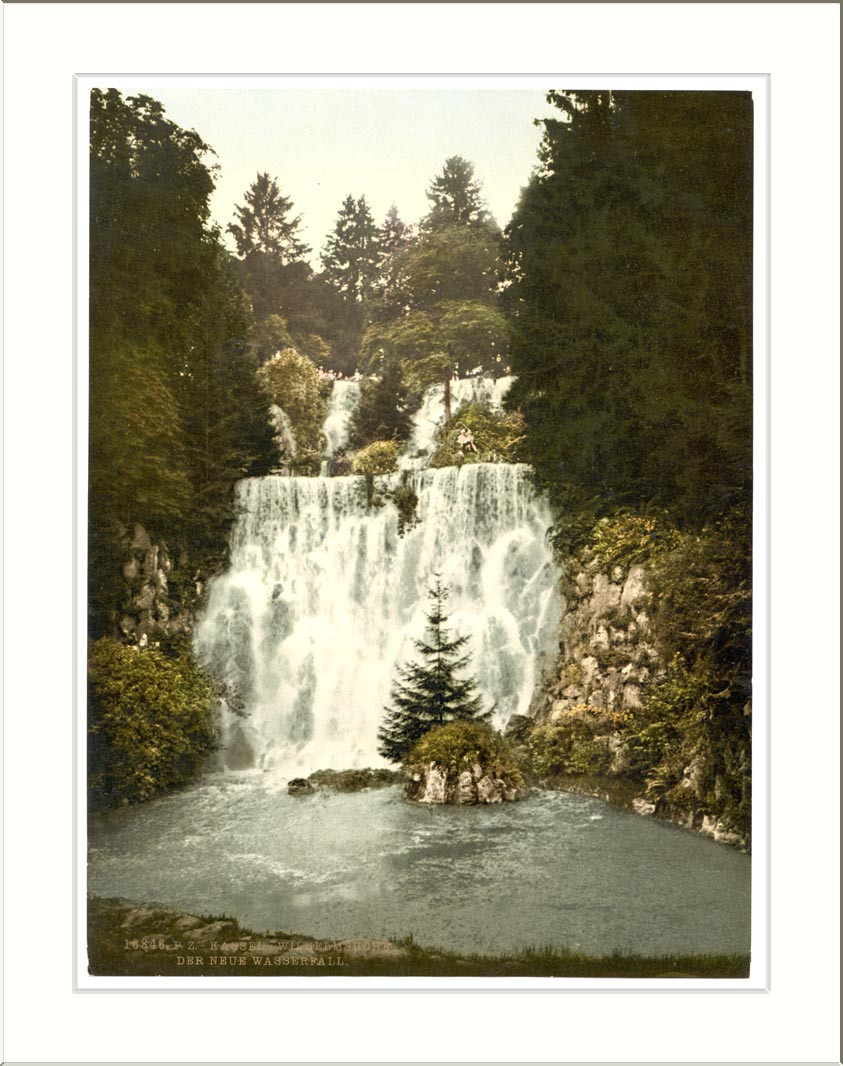
De nieuwe (grote) waterval
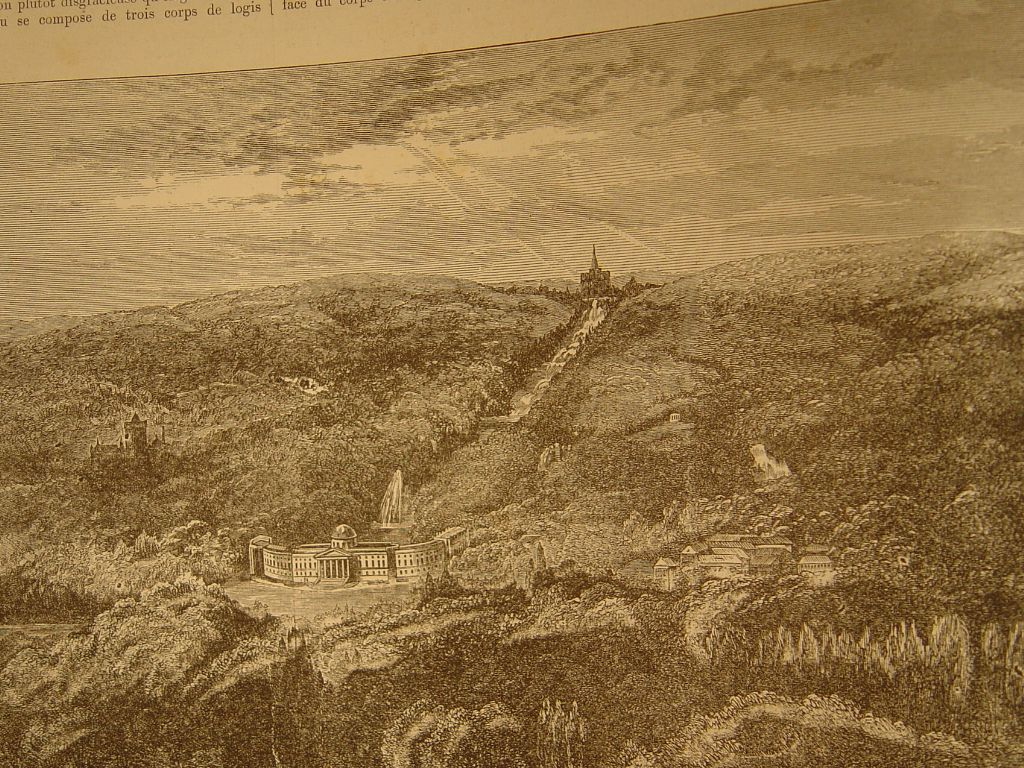
Tekening van "Le Château de Willemshohe" (1870)

## 20e eeuw
In 1918 organiseerde Paul von Hindenburg, na de Duitse nederlaag in de Eerste Wereldoorlog, vanuit het slot de terugtrekking en demobilisatie van de Duitse troepen. In het kader van de Ostpolitik was het park in 1972 het toneel van onderhandelingen tussen de West-Duitse bondskanselier Willy Brandt en de Oost-Duitse voorzitter van de ministerraad Willy Stoph. In de 20e eeuw zijn er geen nieuwe elementen meer aan het park toegevoegd. Wel hebben er diverse restauraties plaatsgevonden om het park in zijn originele staat zo goed mogelijk te behouden.

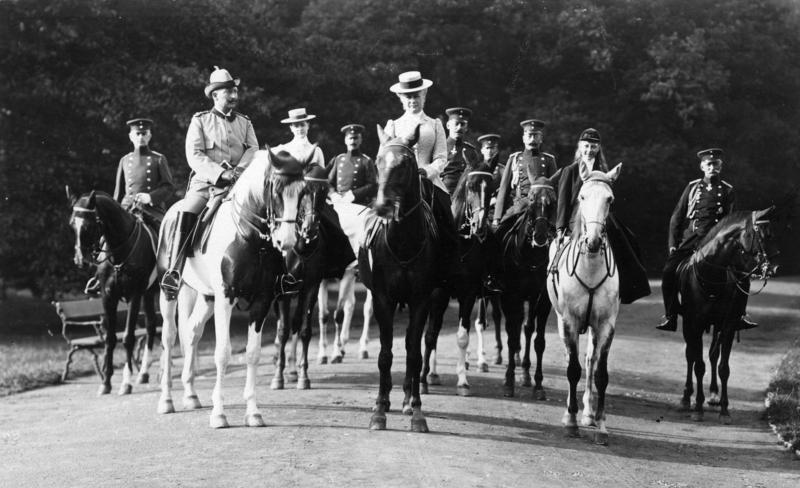
Keizer Wilhelm II met zijn vrouw keizerin Augusta Victoria en dochter Victoria Louise in het Bergpark
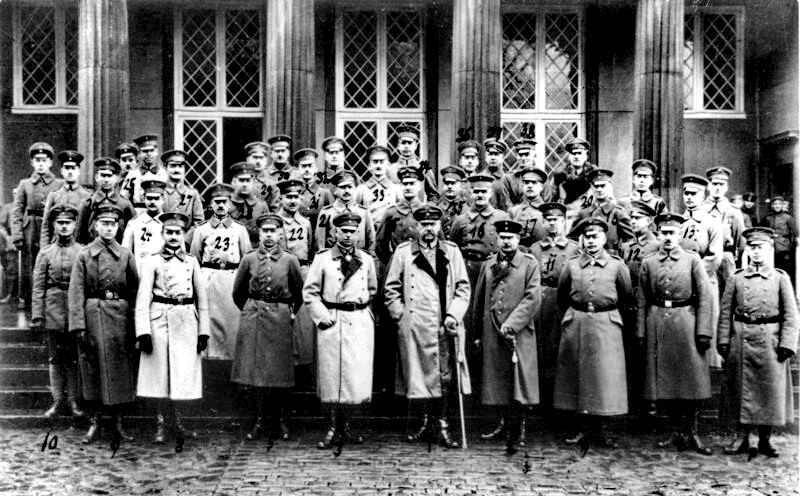
Bevelvoerders van het Duitse leger onder leiding van Paul von Hindenburg (midden-voor) in het Bergpark in november 1918
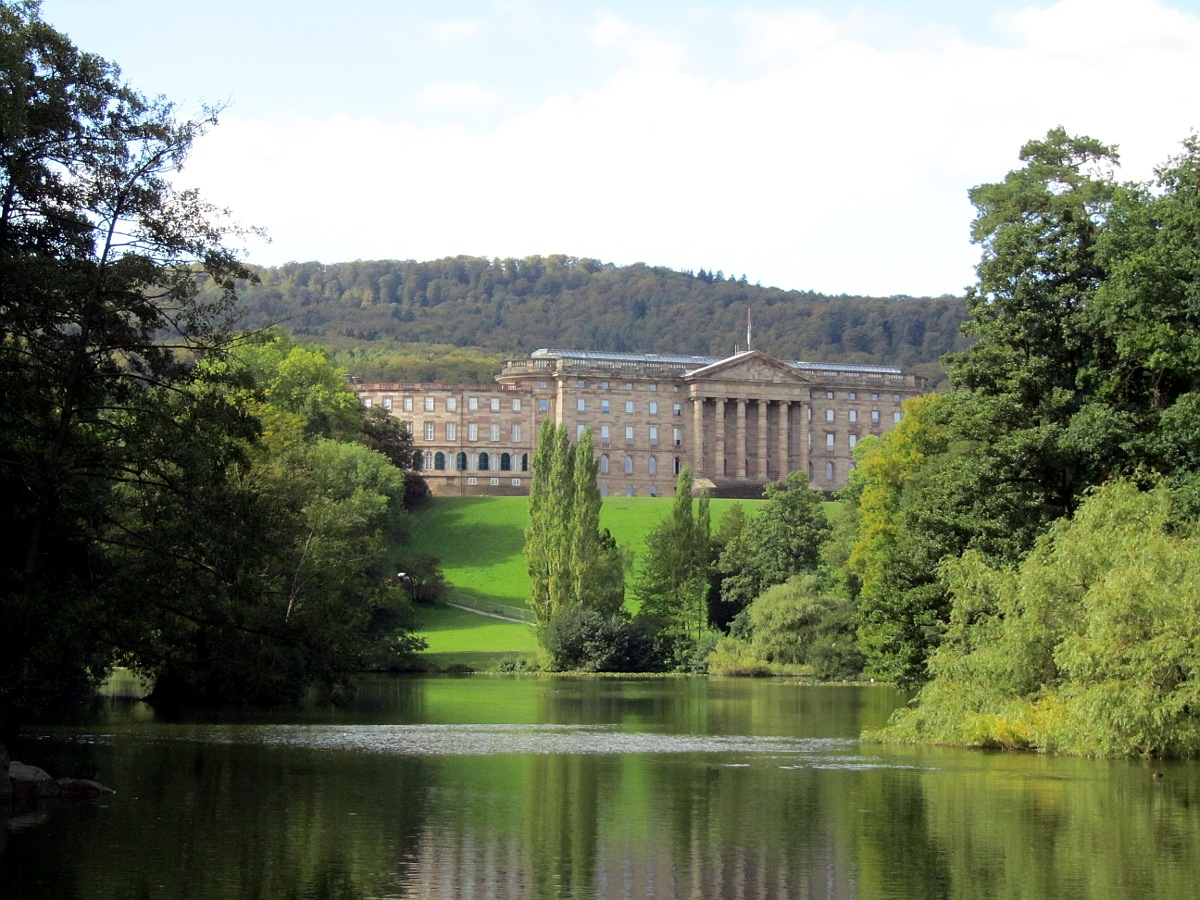
Het Lac, met erachter Schloss Wilhelmshöhe
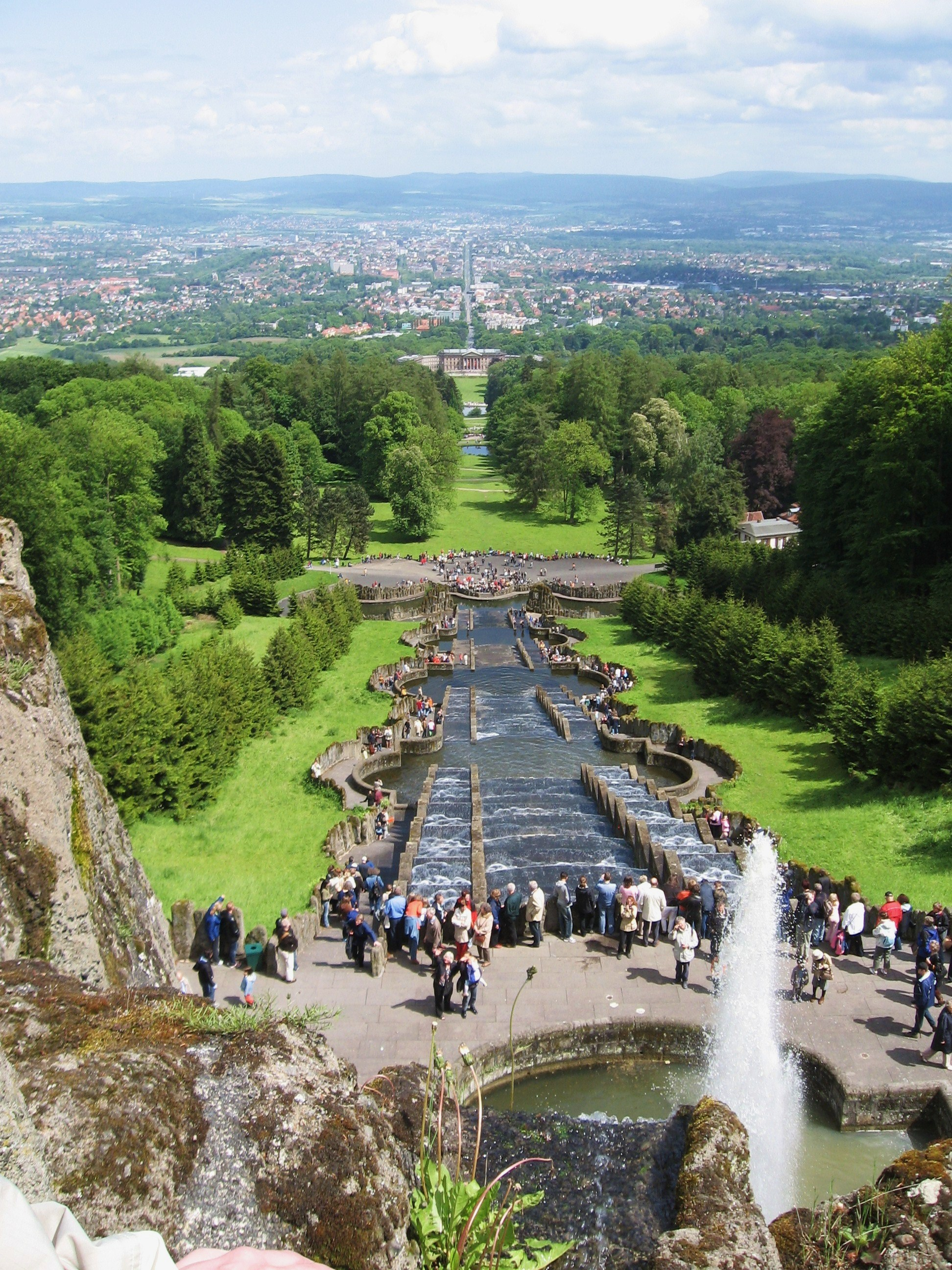
Uitzicht vanaf het Herculesmonument richting Kassel
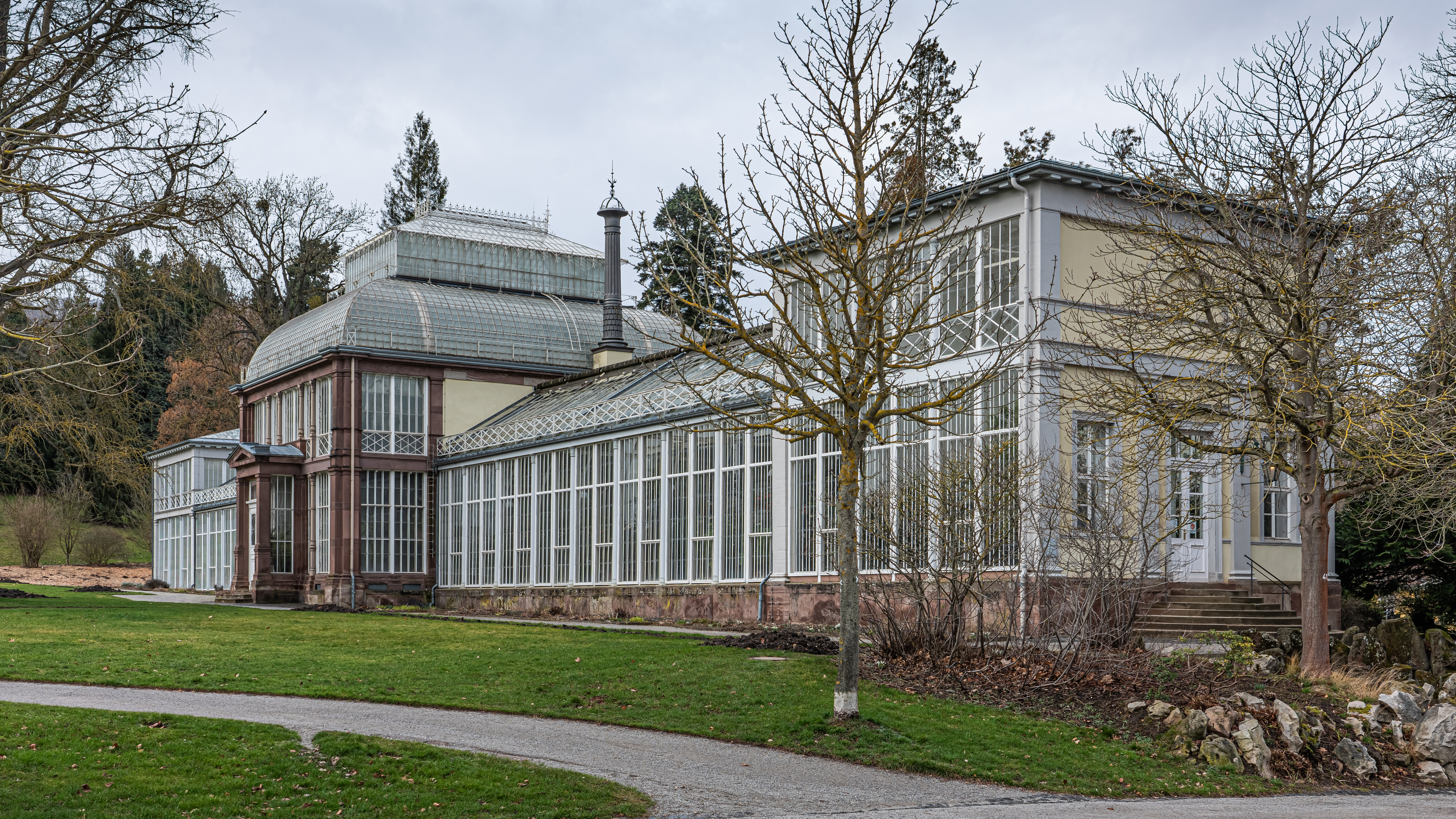
"Grosses Gewächshaus"

### Museum

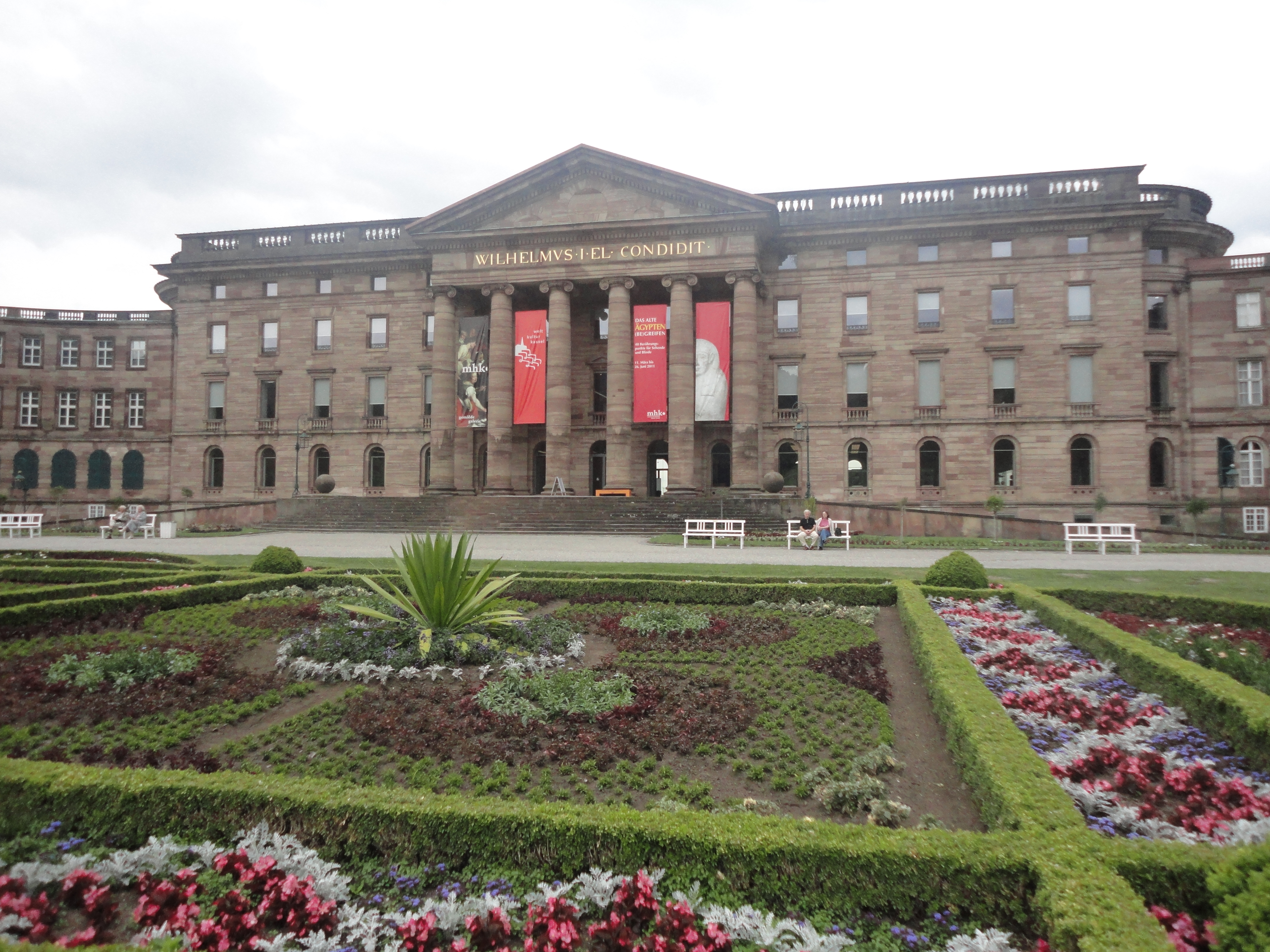
Schloss Wilhelmshöhe

Het Schloss Wilhelmshöhe is een museum geworden en biedt onderdak aan een wereldberoemde collectie behangpapier, Grieks-Romeinse artefacten en een belangrijke collectie schilderijen uit de 16e en 17e eeuw, waaronder werken van vroegduitse schilders als Albrecht Altdorfer, Albrecht Dürer en vooral Italiaanse, Spaanse en Nederlandse schilders van de barok, zoals Titiaan, Frans Hals, Rubens en de op een na grootste verzameling Rembrandts van Duitsland.
De historische kapel doet dienst als kerkgebouw voor de Protestantse gemeente.